# Schleuse Laucha
Die Schleuse Laucha ist eine denkmalgeschützte Schleuse in einem Schleusenkanal der Unstrut in Laucha an der Unstrut im Burgenlandkreis in Sachsen-Anhalt. Eingetragen ist die Schleuse unter der Erfassungsnummer 094 83034 des Landesamtes für Denkmalpflege des Landes Sachsen-Anhalt.

## Geschichte
Eine Nutzung der Unstrut als Transportweg ist seit 981 urkundlich belegt. Schifffahrt auf der Unstrut wird 1602 erwähnt. Eine nennenswerte wirtschaftliche Nutzung war aufgrund der geringen Tiefe und der morastigen Ufer lange Zeit nur sehr eingeschränkt möglich. Zur Erhaltung der Treidelpfade mussten große Anstrengungen unternommen werden. Ab dem Jahre 1790 wurde die Saaleschifffahrt weiter ausgebaut. Der Kurfürst von Sachsen Friedrich August III. ordnete in diesem Zusammenhang an, die obere Saale und auch die Unstrut wirtschaftlich schiffbar zu machen. Die Schleuse Laucha wurde im Rahmen des Großprojektes der Schiffbarmachung von der Saale bis zur Unstrut 1790 bis 1794 erbaut. Sie wurde 1795 als eine der ursprünglich 12 Unstrutschleusen fertig gestellt. 1834 war die Unstrut durchgängig „fahrbar gemacht, und es sind 12 Schleusen an derselben angelegt, nämlich zu Artern, Ritheburg, Schönewerda, Roßleben, Wendelstein, Nebra, Vitzenburg, Karsdorf, Burgscheidungen, Laucha, Zscheiplitz und Freiburg. Bei sämmtlichen Schleusen sind Zugbrücken angelegt, damit die Straßen nicht unterbrochen werden.“
Mitte der 1950er Jahre bereits verlor die Unstrut als Wasserstraße an wirtschaftlicher Bedeutung. Die wasserbaulichen Anlagen wurden vernachlässigt. 1967 wurde der Fluss aus dem Verzeichnis der Binnenwasserstraßen der DDR gestrichen und im Rahmen eines Hochwasserschutzprogramms für die Unstrut die Schleusen Artern, Schönewerda, Roßleben, Nebra, Vitzenburg, Karsdorf und Freyburg stillgelegt.
In den 1970er und 1980er Jahren war die Schleuse längere Zeit aufgrund der schlechten Bausubstanz nicht nutzbar; es bestand dringender Sanierungsbedarf. 1989 erfolgte eine erste Reparatur. Die Schädigungen an der Schleuse Laucha stellten besondere Anforderungen an die Sanierung im Natursteinmauerwerk. Die Schleuse wurde vom Mai 1997 bis Mai 1998 rekonstruiert.

## Beschreibung
Die heutige Schleuse Laucha ist eine Kammerschleuse mit schrägen Kammerwänden aus Nebraer Sandstein. Die Schleuse hat eine nutzbare Länge von 50,10 Meter. Sie ist 5,60 Meter breit. Das Wehr neben der Schleuse im Fluss besteht aus einem festen Wehr mit 53,10 Meter Kronenbreite und einem Grundschütz. Es wurde von Mai 1998 bis September 1998 erneuert. Mit der Rekonstruktion des Wehres und der Schleuse in Laucha wurde gleichzeitig ein neuer Fischaufstieg gebaut, der die Durchgängigkeit der Unstrut an diesem Querbauwerk für wandernde Fischarten und wirbellose Organismen ermöglichen soll. Der Neubau der Fischtreppe in Form eines Raugerinnes fand vom April 1998 bis September 1998 statt.
Da der Fluss hier keine Bundeswasserstraße mehr ist, steht die touristische Nutzung im Vordergrund. Kleinere Fahrgastschiffe und Wassersportler mit kleineren Booten und geringem Tiefgang können die Unstrut noch befahren.
Die Zuständigkeit für die Unstrut von km 0,00 bis 45,28 wird vom Flussbereich Sangerhausen im Landesbetrieb für Hochwasserschutz und Wasserwirtschaft Sachsen-Anhalt (LHW) Sachsen-Anhalt mit Sitz in Oberröblingen wahrgenommen.

## Bilder

Schleusenkanal und Wehr
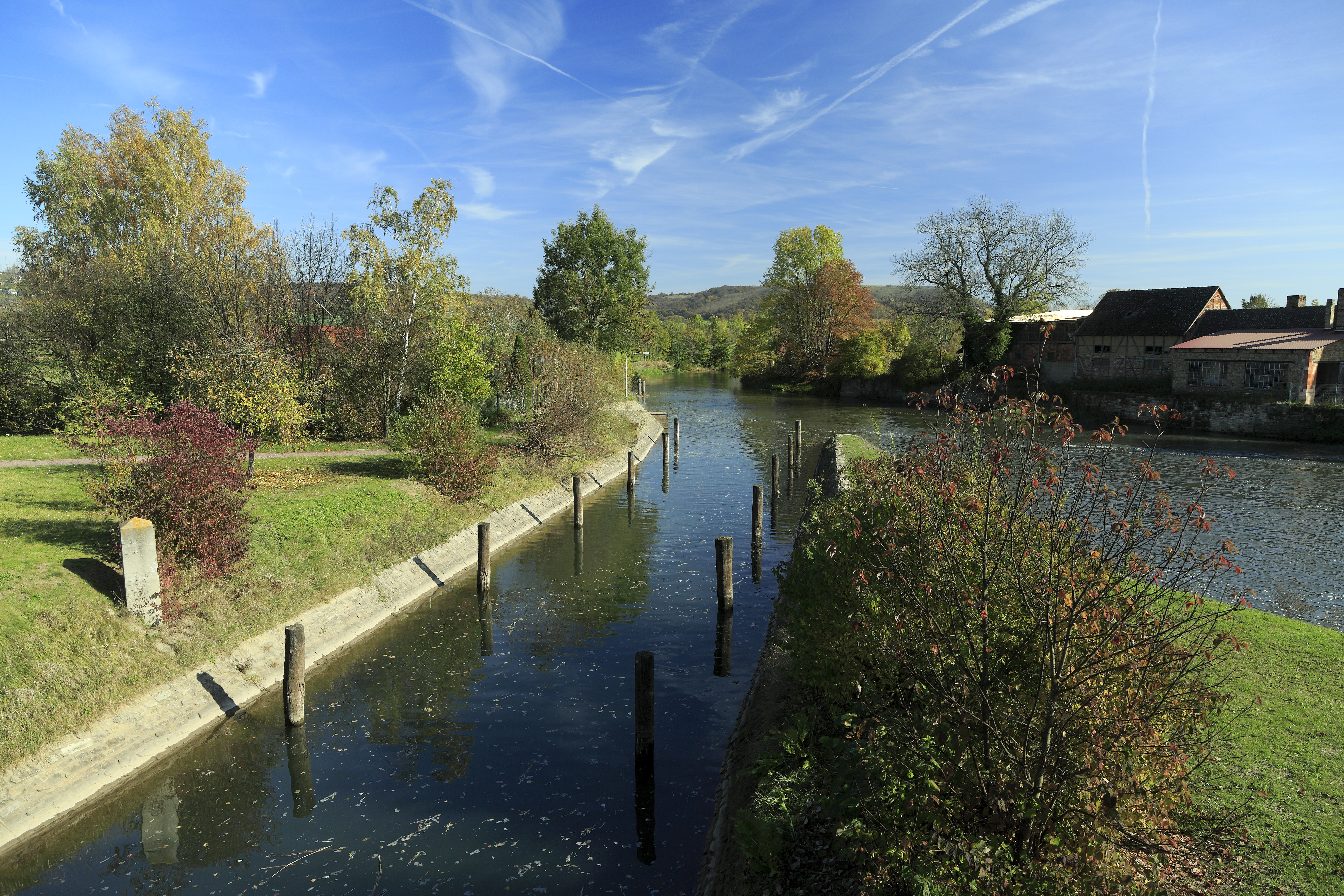
Schleusenkanal
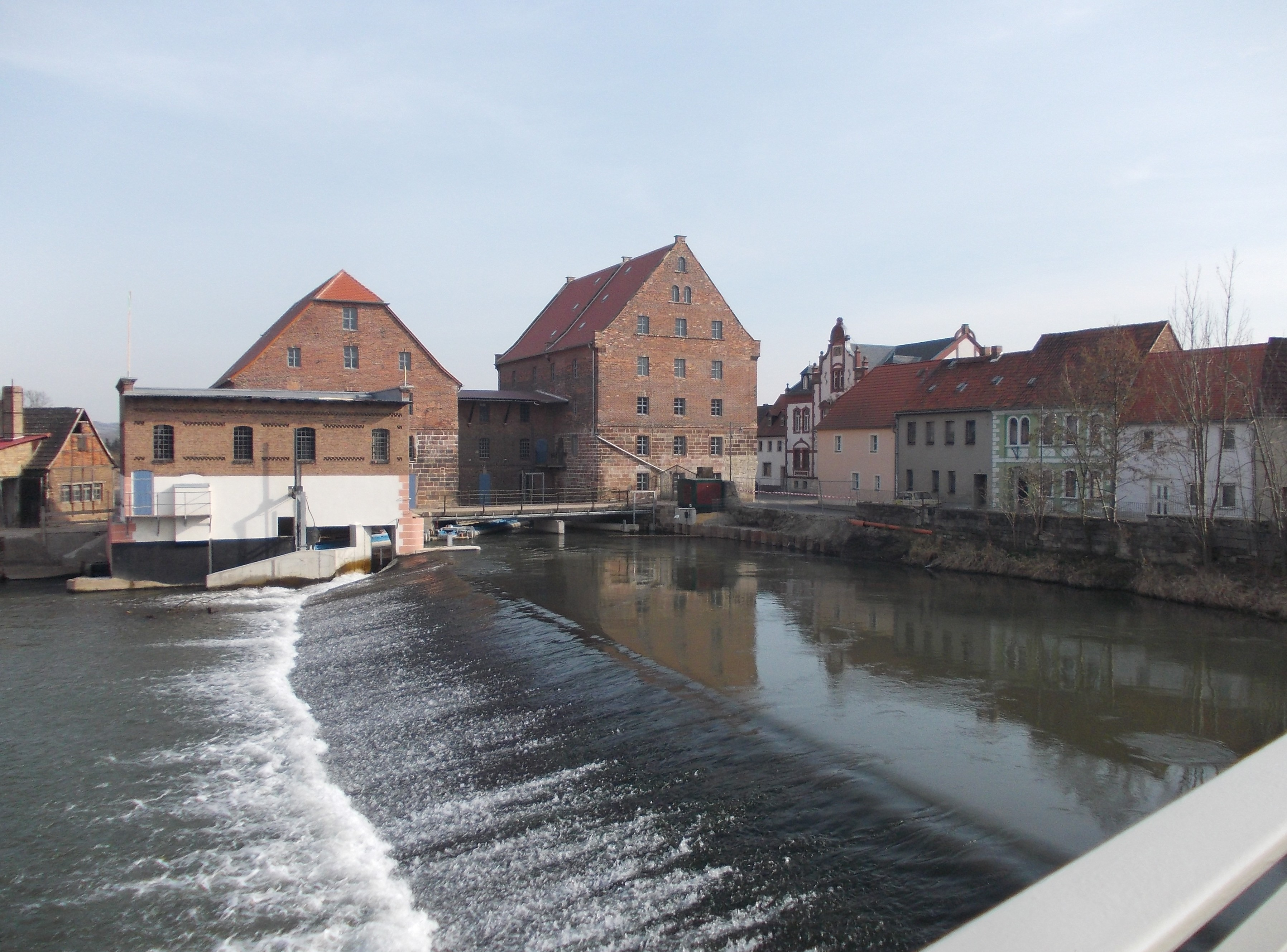
Streichwehr